# 王贯一 (飞行员)
王贯一（1892年—1931年11月19日），字昔吾，山东平原人，空军、民航飞行员，南苑航空学校第三期毕业生，曾任保定航空学校教官、直鲁豫巡阅使总司令部航空队队长、国民第三军航空司令部飞行队长、直隶航空司令部飞行队副队长、山西航空学校教官等职，转民航后曾担任沪蓉航空和中国航空的飞行师，1931年11月19日因飞机失事罹难。

## 生平
1892年，王贯一出生在今山东省平原县前曹镇南宫村，该村是位于县城东7.5公里的一个弹丸小村，村民多数姓宫，但十来户王姓家庭是村里的大户，拥有村里的多数土地。王贯一的父亲王朝臣是清末进士，民国初年曾担任过济南教育局长，王贯一的祖父给清朝皇帝当过教师。
1911年，已经接受过私塾教育的王贯一进入山东陆军小学堂学习。1914年，王贯一以优异成绩进入位于直隶省昌平县清河镇（今属北京市昌平区）的陆军第一中学堂。1916年，王贯一入保定军官学校学习，被分在步科五期四连。1918年4月，王贯一从保定军校毕业。1918年9月，加入吴佩孚的边防第三师任连长，随吴佩孚参加“援湘战役”。
1920年3月，南苑航空学校第三期开始招生，王贯一脱离陆军参加飞行生选拔，成功入选为南苑航校第三期飞行生。同期入学的学员共50名，原计划学制为两年，但因故延长到1923年4月12日，该期40名学员方才毕业。在1923年4月12日的毕业大典上，中华民国大总统黎元洪到校观看毕业飞行表演，并亲授毕业文凭。王贯一因成绩优异被选调保定航空学校任教官。1924年，吴佩孚在美国援助下扩建空军，王贯一改到吴佩孚手下担任直鲁豫巡阅使总司令部航空队队长。1924年10月下旬，冯玉祥联合胡景翼、孙岳等部在第二次直奉战争中倒戈，保定航空教练所被孙岳麾下国民第三军接收，成立国民第三军航空司令部，王贯一任飞行队长。1925年秋，吴佩孚在汉口复出，联合奉系直鲁联军进攻国民军，将空军从孙岳手中夺回，在洛阳重组为讨贼联军航空司令部，王贯一属之。1926年冬，奉系直隶督军褚玉璞在保定成立直隶航空司令部，王贯一任副队长。1928年冬，北伐军阎锡山控制了平津。1929年9月1日，阎锡山将其辖区的航空机关全部并入航空学校，王贯一被调至山西航空学校任教官。
1928年11月1日，旨在推动民用航空发展的中华航空协进会成立。1929年5月，沪蓉航空线管理处成立，王贯一随即离开山西航校成为沪蓉航空飞行师。1930年7月，沪蓉航空管理处与中国航空公司、中国飞运公司合并为新的中国航空公司，王贯一成为中国航空公司飞行员。1931年4月15日，从南京经徐州、济南、天津至北平的“京平线”开航，王贯一任京平线飞行师直至1931年11月19日因空难去世。

## 空难去世
1931年11月19日，王贯一执飞中国航空公司京平线“济南号”邮政飞机，从南京飞北平南苑机场，机上除40磅2000多封信件外，还搭乘有1名乘客，即著名诗人徐志摩。“济南号”邮政飞机是一架史汀生“底特律人”（Stinson Detroiter）SM-1F型单发动机六座上单翼飞机，由美国史汀生飞机联合公司制造。当飞机飞到济南党家庄上空一带时遇到大雾，降低飞行高度目视寻觅航线时不慎撞上济南长清开山山顶，飞机失事坠毁，包括飞行师王贯一、副机师梁璧堂和乘客徐志摩在内的机上全部三人均不幸罹难。
1931年11月21日，王贯一的父亲王朝臣、五叔王振卿、妻子王曹氏、儿子王金海、女儿王金娥及工友二十余人，在中国航空公司驻济办事处主任朱风藻、济南站机械师白先权和津浦路车务所长孙景容的陪同下，带着备好的棺材和寿衣由济南站乘坐火车至党家庄站，收殓好王贯一尸体后，其棺木于当晚九点随“济南号”飞机残碎机架一同被运回济南。后被被家人安葬在平原县南宫庄的祖茔。